# فريدريك الكسندر أدولف غريغوري
فريدريك الكسندر أدولف غريغوري هو عسكري هولندي، ولد في 13 مايو 1814، وتوفي في 16 يوليو 1891.